# Ibn Makula
Els Banu Makula o Al-e Makula foren una família noble persa que va tenir un paper destacat a Bagdad al segle xi.
Entre els seus membres destaquen:
- Abu-Abd-Allah ibn Makula, jurista
- Abu-Alí al-Hàssan ibn Makula, visir buwàyhida
- Hibat-Al·lah ibn Makula, visir buwàyhida
- Alí ibn Makula, tradicionista i genealogista
- Abu-Sad Abd-al-Wàhid ibn Makula, visir buwàyhida